# Praia de Lopes Mendes
Praia de Lopes Mendes är en strand i Brasilien.   Den ligger i kommunen Angra dos Reis och delstaten Rio de Janeiro, i den sydöstra delen av landet, 900 km söder om huvudstaden Brasília. Praia de Lopes Mendes ligger på ön Ilha Grande.